# Jardín Botánico de Sujumi

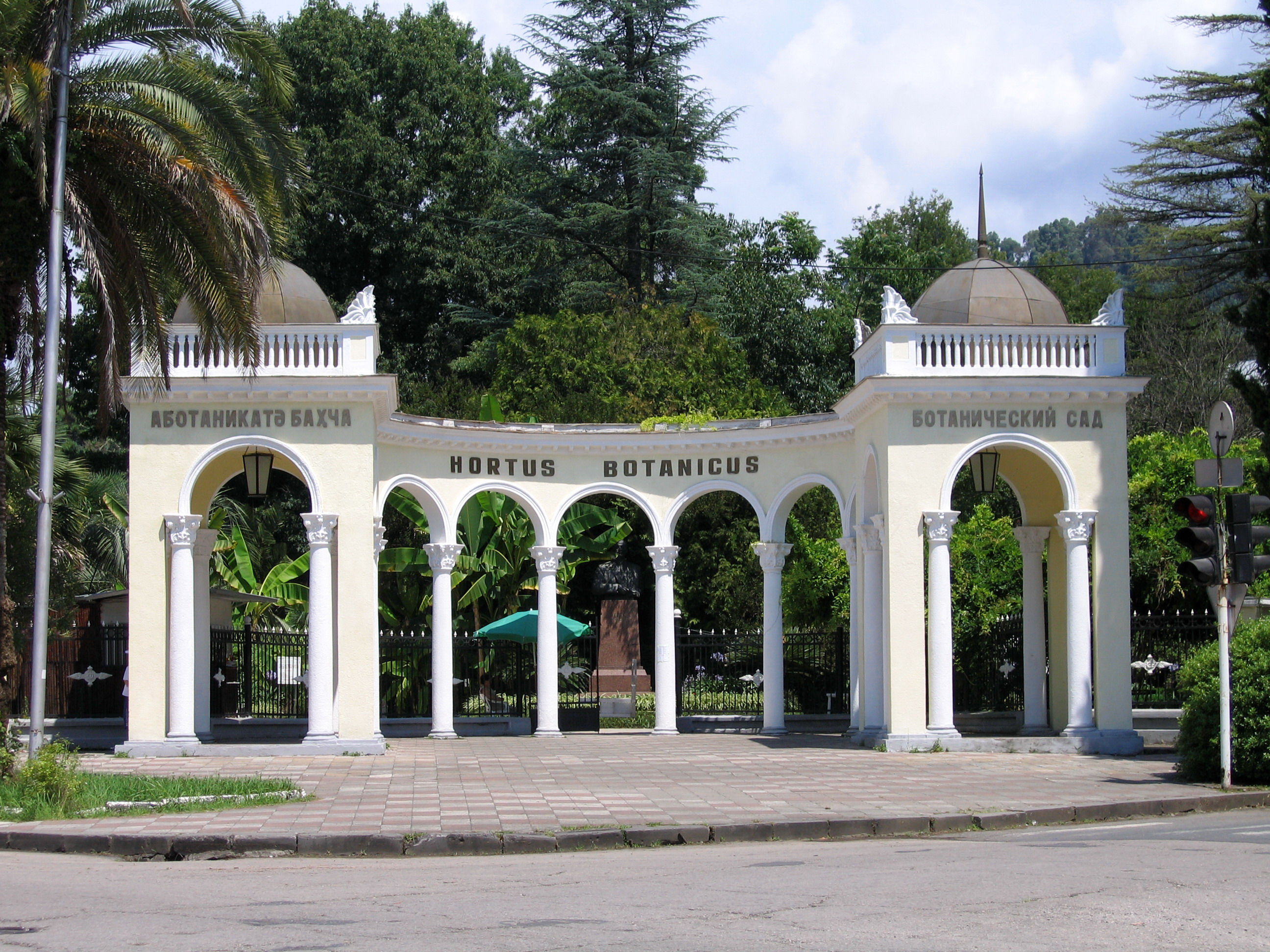
Entrada principal del Jardín Botánico de Sujumi.

El Jardín Botánico de Sujumi (en ruso: Сухумский ботанический сад) es un jardín botánico de unas 5 hectáreas de extensión que se encuentra en Sujumi, capital de la república autónoma de Abjasia (Georgia). Su código de identificación internacional es SUCH.

## Localización
El área de exhibición del jardín botánico de Sujumi se encuentra en el centro de la ciudad, Academia de Ciencias de Georgia, Calle Gulia (anteriormente Chavchavadze), 22, 384933 Sujumi, Abjasia (de jure parte de Georgia).
43°0′21.25″N 41°1′17.67″E / 43.0059028, 41.0215750
- Teléfono: 2 57 81

## Historia
Este jardín botánico es uno de los más conocidos de la región del  Cáucaso. Su historia se remonta a unos 160 años. 
Gracias la clima privilegiado de esta zona del Mar Negro con temperaturas suaves de tipo mediterráneo donde se pueden cultivar plantas de clima subtropical e incluso tropical al aire libre. 
Situado en el borde sur del antiguo imperio de los zares de Rusia, se creó en 1840 con el fin de aclimatar plantas de climas más templados que en el resto de Rusia era imposible de cultivar al aire libre, así en este lugar y en los alrededores se cultivaba algodón, té, bambús, bananas, . . 

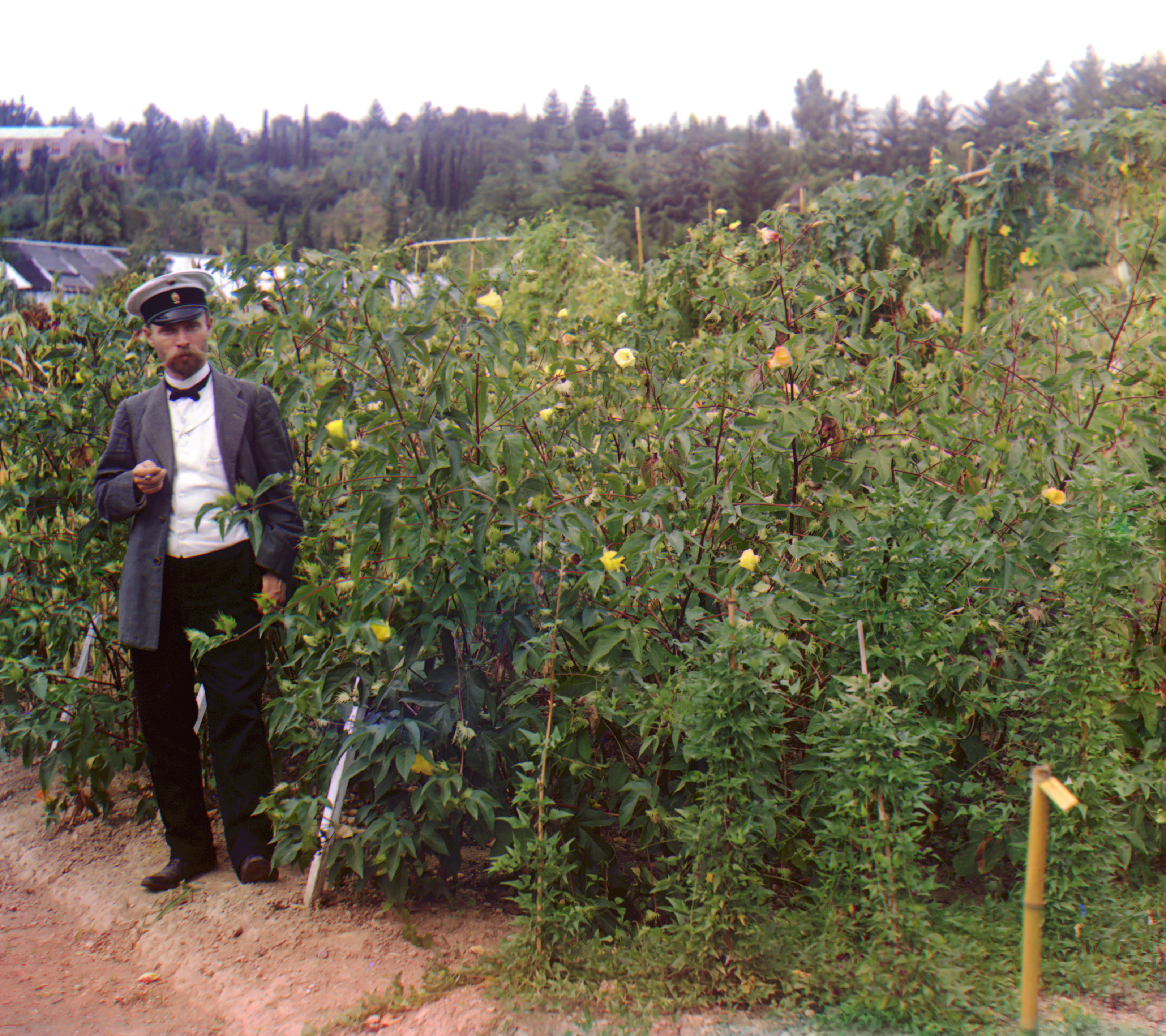
Fotografía en color tomada por Serguéi Mijáilovich Prokudin-Gorskii en 1912 del cultivo de algodón, en el Jardín Botánico de Sujumi.

En 1972 el jardín botánico alcanzó el estatus de Instituto de Investigaciones Científicas.

## Colecciones
Este jardín botánico reúne más de cinco mil especies de plantas de todo tipo de terrenos.
Entre sus colecciones son de destacar: 
- Rosaleda, con numerosas especies y variedades de rosas
- Iris,
- Chrysanthemum,
- Gladiolus,
- Gerbera,
- Magnolias,
- Cupressus,
- Acer,
- Ilex,
- Eucalyptus,
- Pinus,
- Plantas acuáticas,
- Flora de la región de Abjasia,
- Plantas tropicales
- Suculentas

En este jardín  se encuentra un imponente tilo del Cáucaso de 250 años de edad que ya se encontraba en el lugar antes de la creación del jardín.